# Ellisodrilus durbini
Ellisodrilus durbini är en ringmaskart som först beskrevs av Ellis 1918.  Ellisodrilus durbini ingår i släktet Ellisodrilus och familjen Cambarincolidae. Inga underarter finns listade i Catalogue of Life.